# Submarino Deutschland (1916)
El Deutschland fue un sumergible mercante civil utilizado en principio como forzador del bloqueo a que estaba sometida Alemania durante la I Guerra Mundial. Su cometido fue realizar viajes a Estados Unidos (en aquellos momentos no beligerante) con carga para ser intercambiada por materiales estratégicos con destino a su maquinaria bélica. Más tarde, al entrar los EE. UU. en guerra fue comisionado por la Kaiserliche Marine. Armado y designado SM U 155, sirvió como U-Kreuzer - crucero submarino - atacando a la navegación aliada a partir de febrero de 1917 hasta el final del conflicto.

## Historia
La idea de construir sumergibles mercantes para forzar el bloqueo impuesto por la flota británica fue concebida en 1915 por el financiero Alfred Lohmann, que convenció al Deutsche Bank y a la naviera Norddeutscher Lloyd para respaldar su proyecto de construir dos submarinos mercantes en astilleros de la firma Krupp. Se consideró que el bloqueo podía ser burlado por una flota de sumergibles que podrían transportar cada uno unas 750 t de carga y regresar con materias primas muy necesarias para la industria alemana, como caucho y metales especiales. De hecho, un proyecto similar ya había sido diseñado por uno de los astilleros del grupo Krupp; con este fin se creó en 1915 la compañía subsidiaria Deutsche Ozean-Reederei (DOR).
Se puso la quilla del primer sumergible nombrado Deutschland, Werk 382  (n.º de construcción) de los astilleros Flensburger Schiffbau de Flensburg el 27 de octubre de 1915, siendo botado el 28 de marzo de 1916.

## Viajes comerciales

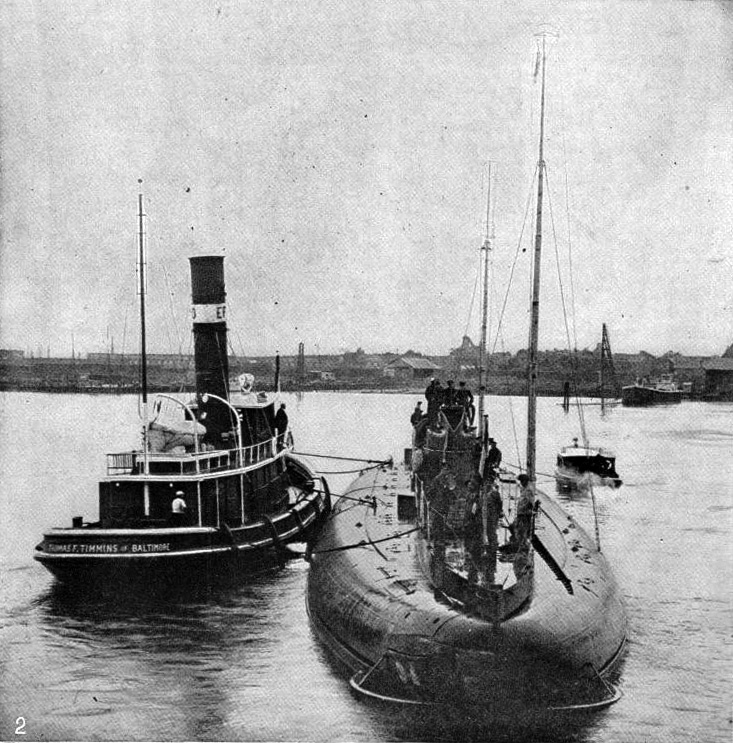
El Deutschland en Baltimore, 1916

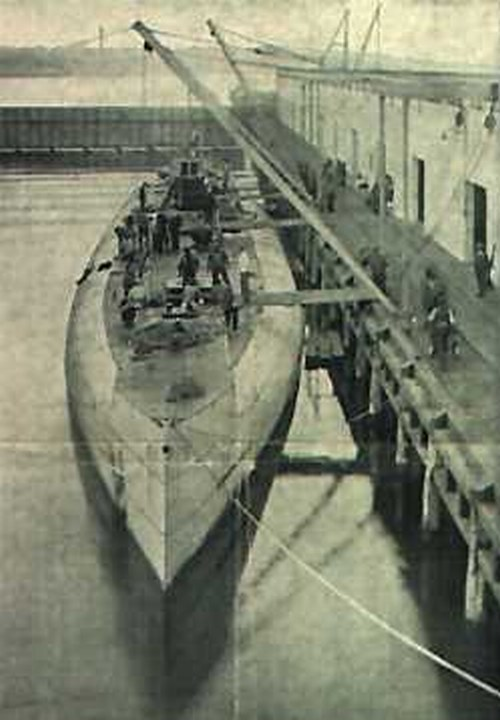
El Deustchland atracado en New London

Al mando del Kapitänleutnant de la reserva Paul König, zarpó de Bremen el 23 de junio de 1916. Su carga total de 750 t incluía 125 t de colorantes químicos altamente solicitados, principalmente antraquinona y derivados de la alizarina en alta concentración. También llevaba medicamentos, ante todo Salvarsan, piedras preciosas y correo. Dicha carga estaba valorada en aproximadamente 1,5 millones de dólares de la época en total.
Durante su estancia, la tripulación fue recibida como celebridades e invitada a diversos eventos de toda índole. El pionero en sumergibles  Simon Lake visitó el Deutschland mientras estaba en el puerto de Baltimore y llegó a un acuerdo con representantes de la línea alemana Lloyd para construir submarinos de carga en los Estados Unidos, un proyecto que nunca llegó a materializarse. 
Zarpó hacia Alemania el 2 de agosto con 348 t de caucho crudo, 341 t de níquel y 83 t de ¨estaño (257 t fueron entibadas fuera del casco de presión). Esta carga fue valorada en 17,5 millones de dólares, varias veces los costes de construcción del sumergible. Arribó a Bremerhaven el 25 de agosto, habiendo recorrido 8.450 millas, aunque solamente 190 de ellas se realizaron en inmersión.
Los gobiernos de Francia y Gran Bretaña protestaron contra el uso de submarinos como buques mercantes, argumentando que no podían ser detenidos e inspeccionados de la misma manera que otros buques de carga. Los Estados Unidos, bajo la presión diplomática de que supuestamente mostraba favoritismo mientras por otro lado se declaraba neutral, rechazó el argumento, indicando que incluso submarinos, mientras estaban desarmados, podían considerarse como buques mercantes y en consecuencia se permitiría su comercio.
En su segundo viaje en noviembre de 1916, el Deutschland con 10 millones de dólares de carga, incluyendo joyas, títulos y productos medicinales, zarpó hacia al puerto de New London, Connecticut. El 16 de noviembre de 1916, debido a una falsa maniobra chocó con el remolcador T.A. Scott, Jr, al que volcó; el incidente se saldó con la muerte de varios tripulantes del remolcador. Después de realizar algunas reparaciones, partió el 21 del mismo mes rumbo a Alemania con una carga que incluía 6,5 t de lingotes de plata.
Estaba previsto un tercer viaje para enero de 1917, pero la perspectiva de la inminente entrada en guerra de los Estados Unidos hizo que fuese anulado.
Después de su último viaje, el capitán Paul König escribió un libro acerca de los viajes del Deutschland titulado "Voyage of the Deutschland, the First Merchant Submarine" (Verlag Ullstein & Co, Berlín 1916). El libro fue muy publicitado, ya que se pretendía influir en la opinión pública alemana y en la corriente germanófila en EE UU.

## Con la Kaiserliche Marine como SM U 155

### Antecedentes

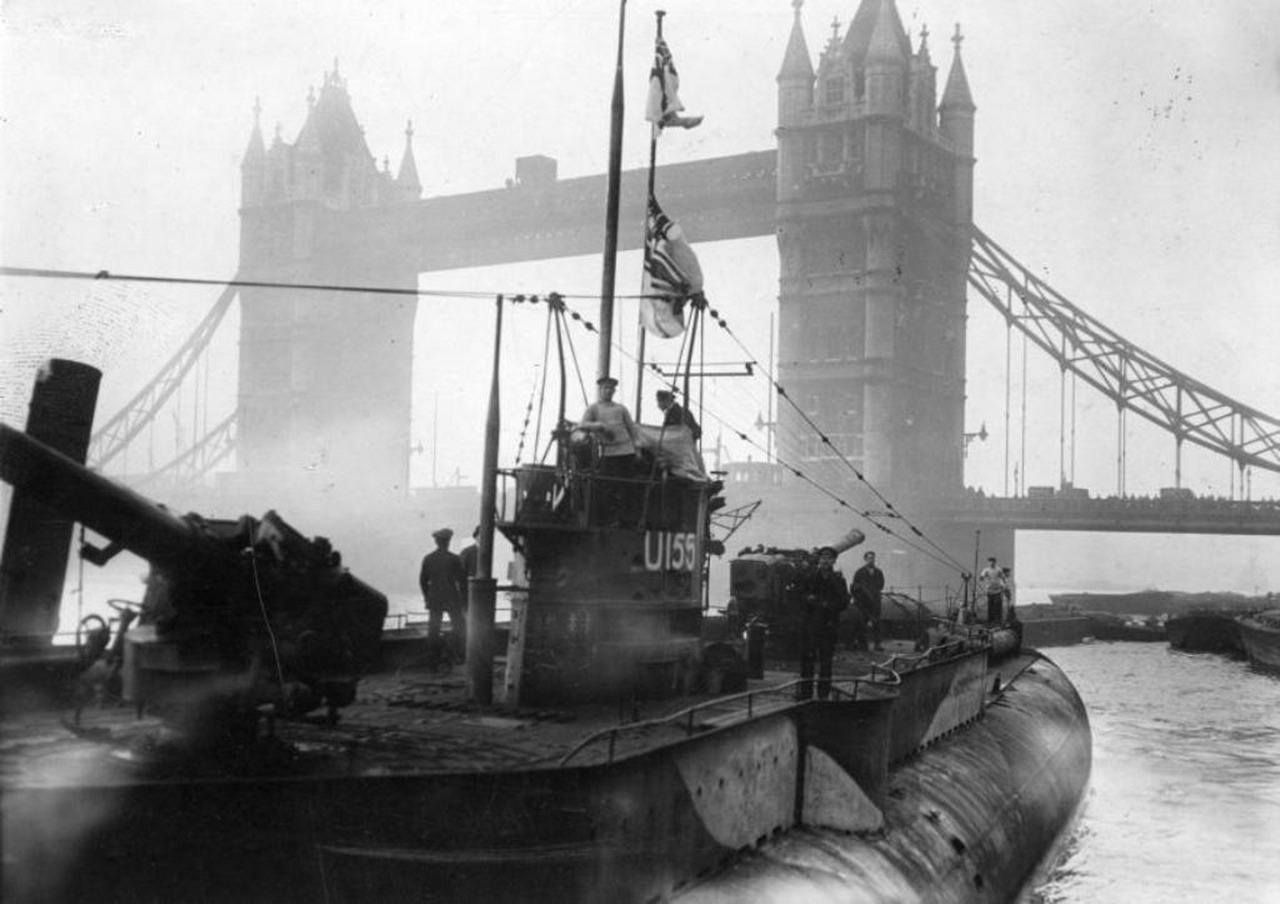
El U 155 en el Puente de Londres, 1918

Además de los submarinos de carga Deutschland y el Bremen (este último perdido en un viaje con carga comercial en 1916 cuando todavía era un submarino mercante), se encargaron otros seis grandes submarinos de carga, originalmente diseñados para enviar material desde y hacia lugares que de otro modo se les negaría a los barcos de superficie alemanes, como Estados Unidos.
El 16 de diciembre de 1916, cuatro en construcción en los astilleros Reiherstieg Schiffswerfte y Flensburger Schiffbau fueron asumidos por la marina y convertidos a especificaciones militares como Tipo U 151, siendo designados U-151 a U-154. Los dos restantes, junto con el Deutschland, que se convirtió en U-155 pasaron al control de la Kaiserliche Marine en febrero de 1917, como U-156 y U-157.
Todos estaban equipados con dos tubos de proa para torpedos y podían transportar 18 torpedos con la excepción del antiguo Deutschland , que estaba equipado con seis tubos. Todos estaban armados con dos cañones de cubierta SK L/5 de 150 mm. Tenían un alcance de crucero de alrededor de 25000 millas náuticas (46000 km; 29000 millas).
Con fecha 19 de febrero de 1917 es asignado como submarino-crucero (Untersee-Kreuzer), como SM U 155, pasando a ser un submarino oceánico de largo alcance para atacar el tráfico marítimo aliado en áreas de las costas españolas, Azores, Madeira, Canarias y Golfo de Guinea. Para ello, se transformó la bodega de proa en pañol de municiones, se eliminó la planta de refrigeración y se instalaron 6 tubos lanzatorpedos, 2 cañones de 150 mm en cubierta desmontados del acorazado pre-dreadnought SMS Zähringen, una ametralladora y reserva de 18/20 torpedos. Además, se aumentó la capacidad de combustible y se le agregaron baterías adicionales para elevar su autonomía en inmersión. Su dotación pasó a ser de 73. 
El U 155, en su primera patrulla de 105 días, comandado por el kapitänleutnant Karl Meusel dejó Alemania el 24 de mayo de 1917, regresando el 4 de septiembre. Durante la travesía del Paso del Norte en el extremo septentrional de las islas británicas, en el Océano Atlántico, fue acechado y casi hundido por el SM U 19, cerca de la isla de Utsira, Noruega. Durante esta patrulla, el U-Boat disparó contra la ciudad portuaria de Ponta Delgada en las Islas Azores el 4 de julio a las 3 h con sus cañones de cubierta. Las unidades del ejército portugués no respondieron debido a que estaban equipadas con artillería obsoleta. El collier (buque carbonero) USS Orion que estaba en el puerto en el momento, se batió en duelo con el sumergible durante unos 12 minutos; el U 155 se retiró sumergiéndose sin daños. Si bien el ataque fue leve (murieron cuatro personas), alarmó a las autoridades navales aliadas sobre la naturaleza indefensa de las Azores y su posible uso como base por parte de barcos como el U 155 en el futuro. Con el resultado de que las fuerzas navales aliadas, lideradas por la Marina de los Estados Unidos, comenzaron a enviar barcos y establecer una base de operaciones navales en Ponta Delgada. Durante su patrulla atacó 23 mercantes armados aliados, logrando hundir 20 de ellos y dañando al restante (vapor británico Coblenz). A su regreso a Alemania había cubierto una distancia de 10 220 millas (16 450 km), de los cuales habían viajado 620 millas (1 
000 km) sumergido; uno de los viajes más largos realizados por un submarino durante la I Guerra Mundial.
En su segunda patrulla, el U 155 zarpó de Kiel en febrero de 1918 al mando del Korvettenkapitän capitán de corbeta Erich Eckelmann, dirigiéndose directamente a la costa de Estados Unidos, en concreto a la región del faro de Nantucket, donde ancló minas cerca de San Juan de Terranova y Halifax, Nueva Escocia. También recibió las órdenes de cortar los cables de telégrafo de Sable Island , 80 km (50 millas náuticas) al sureste de Nueva Escocia. Sus órdenes, sin embargo, resultaron problemáticas, por confundir poblaciones diferentes. En este viaje atacó a 17 buques, hundiendo 16; entre ellos estaban dos buques neutrales españoles, de los cuales uno fue hundido (Sardinero, 2 170 t) y el otro dañado (Joaquina, 333 t).
En su siguiente viaje al mando del korvettenkapitän Ferdinand Studt, realizado entre finales de agosto y noviembre de 1918, cabe destacar entre las ocho presas hundidas el vapor de bandera italiana de 3838 t Alberto Treves. El 7 septiembre, el U 155 entabló un duelo artillero de largo alcance con el buque tanque USS Frank H Buck (ID-1613) ; este buque más tarde informó erróneamente que había hundido al U 155. El 13 de septiembre, el U 155 mantiene otro intercambio de disparos con el mercante británico Newby Hall, que logró dañar el casco del sumergible, causando graves pérdidas en su casco de presión, lo que hizo temporalmente imposible la inmersión. El 19 de septiembre, Studt intentó infructuosamente localizar y cortar el cable de telégrafo cerca de Sable Island, dirigiéndose a continuación a Nantucket . Su último hundimiento y el primero en importancia en cuanto a tonelaje fue el vapor norteamericano Lucia (6744 t), hundido el 17 de octubre de 1918.
El U 155 regresó a Alemania de su crucero final el 12 de noviembre de 1918 y se rindió el 24 del mismo mes con otros submarinos; como parte de los términos del armisticio, fue llevado a Gran Bretaña y exhibido en el río Támesis, en las inmediaciones del Tower-Bridge , Londres y en otros lugares. Finalmente fue dado de baja y vendido para desguace en 1921. El 17 de septiembre de 1921, mientras estaba siendo desguazado en la Robert Smith and Sons, Birkenhead, se produjo una explosión que mató a cinco aprendices.
En total el U 155 hundió 44 buques con un total de 120 434 t, dañando otros tres más con un total de 9 080 t